# Projekt 1910
Projekt 1910 Kašalot (v kódu NATO třída Uniform) je třída ponorek sovětského námořnictva s jaderným pohonem. Ponorky byly vyvinuty k provádění speciálních operací, zejména ke špionáži. Představovaly analog americké jaderné ponorky NR-1. Celkem byly postaveny tři ponorky této třídy, z toho dvě až po rozpadu Sovětského svazu. Prototypová ponorka byla do služby přijata roku 1986. Všechny ponorky převzalo nástupnické Ruské námořnictvo. Jejich provozovatelem je zpravodajskou službou GRU řízená Hlavní správa hlubokomořského výzkumu (GUGI).

## Stavba
Vývoj hlubokomořských ponorek této třídy byl zahájen roku 1972. Ponorky navrhla konstrukční kancelář Malachit, přičemž postaveny byly loděnicí Leningradskoe Admiralteyskoe ob'edinenie v Leningradu. Oproti americké NR-1 měly téměř dvojnásobnou délku a čtyřnásobný výtlak. Celkem byly postaveny tři jednotky této třídy. Práce na stavbě prototypové ponorky AS-15 byly zahájeny roku 1977.
Jednotky projektu 1910:
| Jméno | Zahájení stavby    | Spuštěna           | Vstup do služby   | Status         |
| ----- | ------------------ | ------------------ | ----------------- | -------------- |
| AS-13 | 20. října 1977     | 25. listopadu 1982 | 31. prosince 1986 | Aktivní.       |
| AS-15 | 23. února 1983     | 29. dubna 1988     | 30. prosince 1991 | Aktivní.       |
| AS-33 | 28. listopadu 1988 | 23. listopadu 1993 | 16. prosince 1994 | Vyřazena 1998. |

## Konstrukce
Jedná se o ponorky dvoutrupé koncepce. Vnitřní tlakový trup má průměr cca šest metrů. Přední část je určena pro práci posádky a v zadní část je zcel oddělený a pro posádku zevnitř nepřístupný pohonný systém. Díky titanovému trupu má ponorka operační dosah až 1000 metrů. Nenese výzbroj. Pohonný systém tvoří jeden jaderný reaktor a jedna turbína o výkonu 10 000 hp, pohánějící jeden lodní šroub. Nejvyšší rychlost dosahuje 10 na hladině a 30 uzlů pod hladinou. Dle serveru Covert Shores je podhladinová rychlost nejspíše mnohem nižší, než oficiální.